# Turul Ciclist al Municipiului Reghin 2012
Turul Ciclist al Municipiului Reghin, ediția I, a fost o competiție de ciclism  organizată de Primăria Municipiului Reghin împreună cu Federația Română de Ciclism, în zilele de 12 și 13 mai 2012.

## Etape

### Etapa 1
Sâmbătă, 12 mai: Reghin – Sovata – Reghin, 115 km
Clasamentul etapei
|    | Ciclist                 | Echipă              | Timp     | Categorie |
| -- | ----------------------- | ------------------- | -------- | --------- |
| 1  | Sergiu Cioban (MDA)     | Tușnad Cycling Team | 02:44:20 | Elite     |
| 2  | Zoltan Sipos (ROU)      | Mazicon București   | a.t.     | Elite     |
| 3  | Alexandru Ciocan (ROU)  | CS Otopeni          | a.t.     | Elite     |
| 4  | Alexander Braico (MDA)  | Tușnad Cycling Team | +31s     | Elite     |
| 5  | Nicolae Țintea (ROU)    | CS Otopeni          | +4m 45s  | Elite     |
| 6  | Eduard Grosu (ROU)      | Torpedo Zărnești    | +4m 45s  | Elite     |
| 7  | Istvan Gal (ROU)        | Intersport          | +5m 33s  | Juniori   |
| 8  | Bogdan Vlad (ROU)       | Bilal Constanța     | +5m 33s  | Juniori   |
| 9  | Alexandru Buduroi (ROU) | Petrolul Ploiești   | +5m 33s  | Juniori   |
| 10 | Stefan Buzaș (ROU)      | Petrolul Ploiești   | +5m 33s  | Elite     |

### Etapa 2
Sâmbătă, 12 mai: Reghin – Suseni, contratimp individual, 9 km
Clasamentul etapei
|    | Ciclist                | Echipă              | Timp     | Categorie |
| -- | ---------------------- | ------------------- | -------- | --------- |
| 1  | Zoltan Sipos (ROU)     | Mazicon București   | 00:12:07 | Elite     |
| 2  | Sergiu Cioban (MDA)    | Tușnad Cycling Team | +17s     | Elite     |
| 3  | Alexandru Ciocan (ROU) | CS Otopeni          | +18s     | Elite     |
| 4  | Istvan Terebesi (ROU)  | Mazicon București   | +32s     | Elite     |
| 5  | Alexander Braico (MDA) | Tușnad Cycling Team | +1m 02s  | Elite     |
| 6  | Bogdan Coman (ROU)     | CS Otopeni          | +1m 08s  | Elite     |
| 7  | Nicolae Țintea (ROU)   | CS Otopeni          | +1m 14s  | Elite     |
| 8  | Valentin Pleșea (ROU)  | Petrolul Ploiești   | +1m 16s  | Elite     |
| 9  | Alexandru Stancu (ROU) | CS Otopeni          | +1m 27s  | Elite     |
| 10 | Eduard Grosu (ROU)     | Torpedo Zărnești    | +1m 28s  | Elite     |

### Etapa 3
Duminică, 13 mai: Circuit Reghin, 54 km
|    | Ciclist                 | Echipă              | Timp     | Categorie |
| -- | ----------------------- | ------------------- | -------- | --------- |
| 1  | Zoltan Sipos (ROU)      | Mazicon București   | 01:15:16 | Elite     |
| 2  | Alexandru Stancu (ROU)  | CS Otopeni          | +3s      | Elite     |
| 3  | Sergiu Cioban (MDA)     | Tușnad Cycling Team | +3s      | Elite     |
| 4  | Eduard Grosu (ROU)      | Torpedo Zărnești    | +3s      | Elite     |
| 5  | Valentin Pleșea (ROU)   | Petrolul Ploiești   | +3s      | Elite     |
| 6  | Alexandru Buduroi (ROU) | Petrolul Ploiești   | +5s      | Juniori   |
| 7  | Bogdan Vlad (ROU)       | Bilal Constanța     | +5s      | Juniori   |
| 8  | Istvan Gal (ROU)        | Intersport          | +5s      | Juniori   |
| 9  | Alexandru Poenaru (ROU) | Petrolul Ploiești   | +5s      | Juniori   |
| 10 | Alexandru Ciocan (ROU)  | CS Otopeni          | +5s      | Elite     |

|    | Ciclist                | Echipă              | Timp     | Categorie |
| -- | ---------------------- | ------------------- | -------- | --------- |
| 1  | Zoltan Sipos (ROU)     | Mazicon București   | 04:11:43 | Elite     |
| 2  | Sergiu Cioban (MDA)    | Tușnad Cycling Team | +20s     | Elite     |
| 3  | Alexandru Ciocan (ROU) | CS Otopeni          | +23s     | Elite     |
| 4  | Alexander Braico (MDA) | Tușnad Cycling Team | +1m 48s  | Elite     |
| 5  | Nicolae Țintea (ROU)   | CS Otopeni          | +6m 04s  | Elite     |
| 6  | Eduard Grosu (ROU)     | Torpedo Zărnești    | +6m 16s  | Elite     |
| 7  | Istvan Terebesi (ROU)  | Mazicon București   | +6m 20s  | Juniori   |
| 8  | Valentin Plesea (ROU)  | Petrolul Ploiești   | +6m 56s  | Juniori   |
| 9  | Bogdan Coman (ROU)     | CS Otopeni          | +7m 02s  | Juniori   |
| 10 | Alexandru Stancu (ROU) | CS Otopeni          | +7m 09s  | Elite     |